# Konbaung dinastija
Konbaung dinastija (burm. ကုန်းဘောင်ခေတ်), ranije poznata kao Alompra dinastija, ili Alaungpaja dinastija, bila je zadnja dinastija koja je vladala Burmom/Mjanmarom od 1752 do 1885. Oni su stvorili drugo po veličini carstvo u burmanskoj istoriji i nastavio administrativne reforme koje je započela dinastija Toungu, postavljajući temelje moderne države Burme. Reforme su se, međutim, pokazale nedovoljnim da zaustave napredovanje Britanaca, koji su porazili Burmance u sva tri Anglo-burmska rata tokom šest decenija (1824–1885) i okončali milenijsko dugu burmansku monarhiju 1885. godine.
Ekspanzionistička dinastija, kraljeva Konbaunga vodila je kampanje protiv kraljevstava Manipura, Rakajna, Ahoma, Mona od Pegua, kao i sijamskog kraljevstva Ajutaje, uspostavljajući Treće Burmsko carstvo. Podložno kasnijim ratovima i ugovorima sa Britancima, moderna država Burma može pratiti svoje trenutne granice do ovih događaja.
Tokom perioda dinastije Konbaung, prestonica je nekoliko puta preseljavana iz verskih, političkih i strateških razloga.

## Istorija

### Uspostavljanje
Dinastiju je osnovao seoski poglavar, koji je kasnije postao poznat kao Alaungpaja, 1752. godine kako bi osporio obnovljeno kraljevstvo Hantavadi, koje je upravo bilo srušilo dinastiju Taungu. Do 1759. godine, Alaungpajine snage su ujedinile celokupnu Burmu (i Manipur) i proterale Francuze i Britance koji su snabdevali oružjem Hantavadije.
Alaungpajin drugi sin, Hsinbjušin, na presto je dospeo nakon kratke vladavine njegovog starijeg brata Naungdavgja (1760–1763). On je nastavio očevu ekspanzionističku politiku i konačno zauzeo Ajutaju 1767. godine, nakon sedam godina borbe.

### Reforme
Shvatajući potrebu za modernizacijom, vladari Konbaunga pokušali su da sprovedu različite reforme sa ograničenim uspehom. Kralj Mindon sa svojim sposobnim bratom prestolonaslednikom Kanaungom osnovao je državne fabrike za proizvodnju modernog oružja i robe; na kraju su se te fabrike pokazale skupim i neefikasnijim u sprečavanju stranih invazija i osvajanja.
Mindon je takođe pokušao da smanji poresko opterećenje smanjenjem velikih poreza na dohodak i stvoranjem poreza na imovinu, kao i dažbine na strani izvoz. Ove politike imale su obrnuti efekat na povećanje poreskog opterećenja, jer su lokalne elite iskoristile priliku za uvođenje novih poreza bez snižavanja starih; oni su mogli da to učine, jer je kontrola iz centra bila slaba. Pored toga, carine na strani izvoz zaustavile su rastuće zanatstvo i trgovinu.
Konbaunški kraljevi su proširili administrativne reforme započete u periodu obnovljene dinastije Toungu (1599–1752) i ostvarili su visoke nivoe unutrašnje kontrole i eksterne ekspanzije. Oni su pojačali kontrolu u nizijama i umanjili nasledne privilegije šanskih poglavara. Oni su takođe pokrenuli komercijalne reforme koje su povećale vladin prihod i učinile ga predvidljivijim. Novčana ekonomija je nastavila sa usponom. Godine 1857, kruna je otvorila punopravni sistem gotovinskih poreza i plata, potpomognut prvim standardizovanim srebrnim novcem u zemlji.
Ipak, obim i tempo reformi su bili neujednačeni i na kraju su se pokazali nedovoljnim da zaustave napredak britanskog kolonijalizma.

## Literatura
- „Burma Press Summary”. Working People's Daily. 3. 3. 1988. Приступљено 1. 11. 2013.
- Andrus, James Russell (1947). Burmese Economic Life. Stanford University Press. ISBN 9780804703154.
- Buyers, Christopher. „The Royal Ark: Burma – Konbaung Dynasty”. Приступљено 19. 9. 2009.
- Bird, George W. (1897). Wanderings in Burma. F.J. Bright & Sons.
- Charney, Michael W. (2006). Powerful Learning: Buddhist Literati and the Throne in Burma's Last Dynasty, 1752–1885. Ann Arbor: University of Michigan.
- The Mandalay Palace (PDF). Rangoon: Directorate of Archaeological Survey. 1963. Архивирано из оригинала (PDF) 28. 01. 2018. г. Приступљено 08. 12. 2019.
- Dai, Yingcong (2004). „A Disguised Defeat: The Myanmar Campaign of the Qing Dynasty”. Modern Asian Studies. Cambridge University Press. 38: 145—189. doi:10.1017/s0026749x04001040.
- Findlay, Ronald; O'Rourke, Kevin H. (2007). Power and Plenty: Trade, War, and the World Economy in the Second Millennium. ISBN 9780691118543.
- Fleischmann, Klaus (1981). Arakan, Konfliktregion zwischen Birma und Bangladesh: Vorgeschichte und Folgen des Flüchtlingsstroms von 1978 (на језику: German). 121. Institut für Asienkunde Hamburg: Mitteilungen des Instituts für Asienkunde. ISBN 9783921469804.
- Hall, D.G.E. (1960). Burma (3rd изд.). Hutchinson University Library. ISBN 978-1-4067-3503-1.
- Harvey, G. E. (1925). History of Burma: From the Earliest Times to 10 March 1824. London: Frank Cass & Co. Ltd.
- Htin Aung, Maung (1967). A History of Burma. New York and London: Cambridge University Press.
- Koenig, William J. (1990). „The Burmese Polity, 1752–1819: Politics, Administration, and Social Organization in the early Kon-baung Period”. Michigan Papers on South and Southeast Asia. 1990 (34).
- Leider, Jacques P. (2009). „King Alaungmintaya’s Golden Letter to King George II (7 May 1756)” (PDF). Hannover: Gottfried Wilhelm Leibniz Bibliothek. Архивирано из оригинала (PDF) 23. 12. 2018. г. Приступљено 08. 12. 2019.
- Leider, Jacques P. (2005). „Specialists for Ritual, Magic and Devotion: The Court Brahmins of the Konbaung Kings” (PDF). The Journal of Burma Studies. 10: 159—180. doi:10.1353/jbs.2005.0004. Архивирано из оригинала (PDF) 08. 12. 2019. г. Приступљено 08. 12. 2019.
- Lieberman, Victor B. (1996). „Political Consolidation in Burma Under the Early Konbaung Dynasty, 1752-c. 1820.”. Journal of Asia History. 30 (2): 152—168.
- Lieberman, Victor B. (2003). Strange Parallels: Southeast Asia in Global Context, c. 800–1830, volume 1, Integration on the Mainland. Cambridge University Press. ISBN 978-0-521-80496-7.
- Letwe Nawrahta and Twinthin Taikwun (1770).  Thamein, Hla, ур. Alaungpaya Ayedawbon (на језику: Burmese) (1961 изд.). Ministry of Culture, Union of Burma.
- Maung Maung Tin, U (1905). Konbaung Hset Maha Yazawin (ကုန်းဘောင်ဆက်မဟာရဇဝင်) (на језику: Burmese). 1—3 (2004 изд.). Yangon: Department of Universities History Research, University of Yangon.
- Myanmar–English Dictionary. Myanmar Language Commission. 1993. ISBN 1-881265-47-1.
- Myint-U, Thant (2001). The Making of Modern Burma. Cambridge University Press. ISBN 9780521799140.
- Myint-U, Thant (2006). The River of Lost Footsteps—Histories of Burma. Farrar, Straus and Giroux. ISBN 978-0-374-16342-6.
- Nisbet, John (1901). Burma Under British Rule—and Before. 1. Archbald Constable & Company.
- Peletz, Michael G. (2007). Gender Pluralism: Southeast Asia Since Early Modern Times. Routledge. ISBN 9780203880043.
- Phayre, Arthur P. (1883). History of Burma (1967 изд.). London: Susil Gupta.
- Pollak, Oliver B. (1976). „Dynasticism and Revolt: Crisis of Kingship in Burma, 1837–1851”. Journal of Southeast Asian Studies. 7 (2): 187—196. doi:10.1017/s0022463400015009.
- Surakiat, Pamaree (mart 2006). „The Changing Nature of Conflict between Burma and Siam as seen from the Growth and Development of Burmese States from the 16th to the 19th centuries” (PDF). Asia Research Institute: 8, 11, 25. Архивирано из оригинала (PDF) 2. 7. 2015. г.
- Philips, Cyril Henry (1951). Handbook of Oriental History. 6. University of London School of Oriental and African Studies. стр. 117, 121.
- Scott, James George (1882). The Burman, His Life and Notions. London: Macmillan. ISBN.
- Scott, J. George (1900). Gazetteer of Upper Burma and the Shan states (PDF). 2. Superintendent, Government Printing.
- Taw, Sein Ko (1913). Burmese Sketches. British Burma Press. ISBN.
- Seekins, Donald M. (2006). Historical Dictionary of Burma (Myanmar). Scarecrow Press. ISBN 9780810864863.
- Symes, Michael (1800). An Account of an Embassy to the Kingdom of Ava, sent by the Governor-General of India, in the year 1795 (PDF). London: SOAS Spring 2006.
- Wyatt, David K. (2003). History of Thailand (2 изд.). Yale University Press. ISBN 978-0-300-08475-7.
- „Myanmar historical research journal”. Myanmar Historical Research Journal (на језику: Burmese). တက္ကသိုလ်များသမိုင်းသုတေသနဌာန (19). 2007.
- Yegar, Moshe (1972). The Muslims of Burma. Otto Harrassowitz. ISBN 9783447013574.
- Yi, Yi (1982). „Life at the Burmese Court under the Konbaung Kings” (PDF). Silver Jubilee Publication (ငွေရတုသဘင် အထိမ်းအမှတ် စာစောင်). Rangoon: Historical Research Department: 100—147. Архивирано из оригинала (PDF) 04. 03. 2016. г. Приступљено 08. 12. 2019.